# D2007 (Loiret)
De D2007 is een departementale weg in het Midden-Franse departement Loiret. De weg loopt van de grens met Seine-et-Marne via Montargis naar de grens met Nièvre. In Seine-et-Marne loopt de weg als D607 verder naar Fontainebleau en Parijs. In Nièvre loopt de weg verder als D907 naar Nevers en Lyon.

## Geschiedenis
Oorspronkelijk was de D2007 onderdeel van de N7. In 2006 werd de weg overgedragen aan het departement Loiret, omdat de weg geen belang meer had voor het doorgaande verkeer vanwege de parallelle autosnelweg A77. De weg is toen omgenummerd tot D2007.